# Abenteuer aus weiter Welt
Abenteuer aus weiter Welt war eine kurzlebige Romanheftserie in der DDR.

## Allgemeines
In den Jahren 1955/1956 erschienen 18 Hefte mit Erzählungen vorwiegend populärer Abenteuerschriftsteller wie Gerstäcker, Sealsfield, Verne und einiger weniger junger Autoren. Die Hefte erschienen im Verlag Neues Leben in Berlin und wurden zu einem Preis von jeweils 50 Pfennig angeboten. Sie hatten einen Umfang von ca. 60 bis 80 Seiten, bei einem kleinen Papierformat (ca. DIN A6). Außerdem war die Qualität des verwendeten Druckpapiers nicht sehr hoch.

## Liste der erschienenen Hefte
1. Friedrich Gerstäcker: Der Flatbootman
2. Peter Wipp: Aktion Marconia
3. Conrad Ferdinand Meyer: Das Amulett
4. Charles Sealsfield: Nathan, der Squatter-Regulator
5. Richard Krumbholz: In der Wildnis von Guayana
6. Jan Petersen: Der Fall Dr. Wagner
7. Boris Djacenko: Die Frau im dritten Stock links
8. Rudolf Daumann: Kiwi-Kiwi-Diamanten
9. Jürgen Lenz: Am Kai von Bahia
10. Bernhard Faust: Inkusi, der Bambuti
11. Jules Verne: Eine Winterkampagne im Eis
12. Peter Kast: Das Geschenk
13. Frederick Marryat: Die drei Kutter
14. Eva Priester: Begegnung im Morgengrauen
15. Janusz Meissner: Taifun aus Südost
16. Ernst Röhner: Um die Jagdgründe der Väter
17. Ulrich Waldner: Das Gold der „Santissima Trinidad“
18. Friedrich Gerstäcker: Ein Plagiar